# (32895) 1994 JL5
1994 JL5 (asteroide 32895) é um asteroide da cintura principal. Possui uma excentricidade de 0.14637590 e uma inclinação de 5.92889º.
Este asteroide foi descoberto no dia 4 de maio de 1994 por Spacewatch em Kitt Peak.